# Marcusenius stanleyanus
Marcusenius stanleyanus es una especie de pez elefante eléctrico en la familia Mormyridae presente en el Río Congo y Lago Tanganyika. Es nativa de la República democrática del Congo, Angola, Burundi, Camerún, República Centroafricana, Tanzania y Zambia y puede alcanzar un tamaño aproximado de 210 mm.
Respecto al estado de conservación, se puede indicar que de acuerdo a la IUCN, esta especie puede catalogarse en la categoría «preocupación menor (LC)».